# Neurergus crocatus
Neurergus crocatus är en groddjursart som beskrevs av Cope 1862. Neurergus crocatus ingår i släktet Neurergus och familjen vattensalamandrar. IUCN kategoriserar arten globalt som sårbar. Inga underarter finns listade i Catalogue of Life.